# Hy tần Trương thị
Đây là một tên người Triều Tiên, họ là Trương (Jang).
Hy tần Trương thị (chữ Hán: 禧嬪張氏, hangul: 희빈장씨Heebi Jangssi; 3 tháng 11, 1659 - 7 tháng 11, 1701), còn được phổ biến gọi là Trương Hy tần (張禧嬪), Ngọc Sơn Phủ Đại tần (玉山府大嬪) hay Đại Tần Cung (大嬪宮), là một trong những hậu cung tần ngự nổi tiếng nhất trong lịch sử nhà Triều Tiên. Bà là tần ngự của Triều Tiên Túc Tông, sinh mẫu của Triều Tiên Cảnh Tông. Vì từng lên ngôi vị Vương phi (1690 - 1694), bà đôi khi cũng được gọi là Phế phi Trương thị (废妃張氏).
Tương truyền, Trương Hy tần là một mỹ nhân, biểu tượng sắc đẹp của Triều Tiên thời đó. Vì sủng ái bà, Túc Tông đã lạnh nhạt với Nhân Hiển Vương hậu Mẫn thị có xuất thân cao quý, được Tây Nhân phái hỗ trợ. Năm 1689, Nhân Hiển Vương hậu bị phế, và Trương Hy tần được sách lập làm vương phi (王妃), một sự kiện làm chấn động lịch sử vương thất Triều Tiên, vì xuất thân của Trương Hy tần chỉ là tần ngự bần hàn mà có thể lên được vị trí Trung điện chánh thất cao quý. Nhưng đến năm 1701, Túc Tông phục vị cho Mẫn phế phi và Trương thị trở lại tước vị Hy tần (禧嬪). Không lâu sau Nhân Hiển Vương hậu qua đời, và Hy tần bị kết tội ám hại Vương hậu, bị buộc phải tự sát vào ngày 10 tháng 10, trong khi tang lễ của Đại hành Vương hậu vẫn đang diễn ra.
Cuộc đời thăng trầm độc đáo của Hy tần trở thành đề tài nổi bật cho các tác phẩm điện ảnh, như phim Trương Hy tần (MBC 1971), phim Trương Hy tần (KBS 2002), phim Đồng Y MBC 2010 và gần đây nhất là Trương Ngọc Trinh - Vi ái nhi sinh (SBS 2013) (張玉貞-為愛而生; Jang Ok Jung - Live for Love) với sự tham gia của nữ diễn viên Kim Tae Hee.

## Thân thế
Trương Hy tần có khuê danh là Trương Ngọc Trinh (張玉貞; 장옥정 - Jang Ok-jung), sinh vào ngày 19 tháng 9 (âm lịch) năm Thuận Trị thứ 16 (1659), cũng là năm đầu của Túc Tông, con gái của Tặng Lĩnh Nghị chính Trương Huỳnh (張炯), mẹ là Trinh Kính phu nhân Doãn thị ở Pha Bình (坡平尹氏; nay thuộc Gyeonggi, Hàn Quốc). Trên bà còn có anh trai là Trương Hi Tái (張希載) và một người chị lấy Kim Chí Trọng (金志重).
Theo "Trương Huỳnh thần đạo bi minh" (张炯神道碑铭), dòng dõi họ Trương có từ danh thần Trương An Thế (张安世), nổi danh từ thời Cao Ly vương triều. Vua Thái Tổ Lý Thành Quế thu nạp Trương An Thế vào làm phụ chánh, rồi con là Trương Trọng Dương (张仲阳) tiếp tục kế thừa, dòng họ dần vinh hiển. Trương Huỳnh sinh tiền làm chức Dịch quan, có chánh phu nhân đầu tiên là Cao thị, sau sinh non mà chết, về sau mới lấy Doãn thị là mẹ của Hy tần. Bá phụ là Trương Huyền (張炫) bị phạm tội, cả nhà họ Trương liên lụy, Hy tần khi ấy còn nhỏ bị nhập cung làm Nội nhân (內人).
Năm 1680, Nhân Kính Vương hậu Kim thị qua đời, Túc Tông trong thời gian đó sủng hạnh Trương Nội nhân khiến Minh Khánh Đại phi Kim thị tức giận, sai người đuổi ra khỏi cung. Khi đó, bà được thu nạp bởi Thân phu nhân của Sùng Thiện quân (崇善君), con trai của Triều Tiên Nhân Tổ.

## Được chọn vào cung

### Hậu cung tần ngự
Năm Túc Tông thứ 7 (1681), Ly Hưng Mẫn thị - con gái của đại thần đứng đầu phái Tây Nhân là Mẫn Duy Trọng (闵维重) được lập làm Vương phi, nhưng sau 3 năm hôn nhân mà Mẫn Vương phi vẫn không có con khiến Đại phi - thân mẫu nhà vua lo lắng. Túc Tông do muốn tìm người nối dõi vương thất và nhung nhớ Trương Nội nhân, đề nghị với mẹ ruột là Đại phi Kim thị là sẽ đưa Trương thị về cung làm Hậu cung tần ngự (後宮嬪御). Đại phi khi đó phản đối kịch liệt, vì cho rằng Trương thị là yêu cơ, tà tâm hiểm độc, sẽ làm hại vương thất. Không lâu sau, Đại phi qua đời, Túc Tông tiếp tục đề nghị triệu Trương Nội nhân vào cung, và người đứng ra bảo hộ là Tằng tổ mẫu của Túc tông, tức Từ Ý Đại vương đại phi Triệu thị, Kế phi của Triều Tiên Nhân Tổ.
Năm thứ 12 (1686), ngày 10 tháng 12 (âm lịch), Túc Tông ra chỉ phong Trương Nội nhân làm Tòng tứ phẩm [Thục viên; 淑媛] và ban Tựu Thiện đường (就善堂) ở Xương Khánh cung làm nơi ở. Đây là điều hiếm thấy, bởi vì theo luật của vương thất thì cung nữ bị đuổi ra khỏi cung sẽ vĩnh viễn không được trở lại cung. Điều này cho thấy Túc Tông đã sủng ái Trương thị đến thế nào. Hai năm sau (1688), bà sinh hạ Vương tử Lý Quân (李昀) và được thăng lên bậc Chính nhị phẩm Chiêu nghi. Ngoài vương tử Lý Quân, bà còn sinh cho Túc Tông một người con, được đặt tên là Thành Thọ (盛壽), nhưng sớm chết non.

### Sắc lập Vương phi
Năm thứ 15 (1689), tháng giêng, bà được thăng lên bậc Tần, với phong hiệu là Hy (禧), gọi là [Hy tần; 禧嬪].
Sau khi sách phong Trương thị làm Tần, vua Túc Tông có ý định lập Vương tử Lý Quân làm [Nguyên tử; ], tức Đích trưởng tử, để danh chính ngôn thuận trở thành Vương thế tử. Nhưng việc này gặp phải sự phản đối quyết liệt của phái Tây Nhân mà đứng đầu là Ly Dương Phủ viện quân Mẫn Duy Trọng, cha của Vương phi Mẫn thị, với lý do xuất thân thấp kém của mẹ Vương tử là Hy tần Trương thị, không thể trở thành mẹ của Trữ quân được. Túc Tông hết sức giận dữ vì chuyện này, nên đã ra lệnh xử tử hoặc lưu đày những người có liên quan, Vương phi Mẫn thị cũng bị Túc Tông phế thành thứ nhân. Sự kiện này gọi là Kỷ Tị hoán cục (己巳換局).
Năm Túc Tông thứ 16 (1690), 22 tháng 10, nhà vua đã lập Hy tần lên làm Vương phi, dưới sự ủng hộ của phái Nam nhân. Vương tử Lý Quân được danh chính ngôn thuận tấn phong làm Vương thế tử.
Từ sau khi Trương thị nắm được vị trí Trung điện, phái Nam Nhân lũng đoạn triều chính, củng cố quyền lực và tìm cách loại bỏ phái Tây Nhân. Túc Tông thì lại muốn giữ nguyên thế lực Tây Nhân để có sự cân bằng hai phe đối lập. Trong triều xuất hiện mâu thuẫn giữa quyền lợi của nhà vua và phe phái chính trị ủng hộ cho Trung điện. Bản thân Trung điện từ khi sắc phong cũng tỏ ra ngỗ ngược, độc đoán và ghen tuông mù quáng với các Hậu cung tần ngự khác, trong khi người nhà của bà tác oai tác quái, gây nhiều thị phi khiến dân chúng căm phẫn. Những việc làm đó khiến Túc Tông ngày càng xa lánh, lạnh nhạt với Trung điện. 
Trương thị thất sủng khi nhà vua bắt đầu đầu sủng ái Thôi Thủy Tứ- một cung nữ trước đây từng hầu hạ Mẫn phế phi. Thôi thị đã bí mật cầu nguyện cho Phế phi nhân ngày sinh của bà và bị Túc Tông bắt gặp. Không rõ việc này có phải do sự sắp đặt của tàn dư phái Tây Nhân hay không nhưng Túc Tông rất cảm động và sủng ái Thôi thị, sắc phong bà làm tòng tứ phẩm [Thục viên; 淑媛]. Sau đó, Thôi Thục viên đã cùng Tây Nhân đã tác động đến Túc Tông, dẫn đến việc nhà vua có ý muốn phục vị cho Mẫn phế phi. Nghe tin đó, Trung điện đã cùng anh trai là Trương Hi Tái (張希載) tiến hành âm mưu, muốn giết hại Mẫn phế phi nhưng bị Túc Tông phát giác và ngăn cản. Từ đó, Túc Tông càng có ý muốn phục vị cho Phế phi.

## Cái chết

### Bị phế và ban chết
Năm Túc Tông thứ 20 (1694), ngày 1 tháng 4 (tức ngày 24 tháng 4 dương lịch), dưới nỗ lực của phái Tây Nhân và Thôi Thục viên, Mẫn phế phi được phục vị và Trung điện Trương thị do đó bị phế truất, quay lại ngôi vị Hy tần(禧嬪). Bản sắc phong và ngọc ấn của Trương thị khi được sách phong Vương phi bị thu hồi và phá hủy.
Năm Túc Tông thứ 27 (1701), ngày 14 tháng 8 (tức ngày 16 tháng 9 dương lịch), Mẫn Trung điện qua đời một cách đột ngột, có thuyết cho rằng do bị bệnh mãn tính từ những ngày bị lưu đày. Khi đó, phái Tây Nhân đã cáo buộc rằng Hy tần cùng anh trai mình thuê một thầy cúng trù ếm Trung điện bằng một hình nhân bị găm mũi tên . Không chỉ có vậy, các cuộc điều tra còn khẳng định Hy tần và anh trai đã thông đồng với nhà Thanh khi tiết lộ nhiều tài liệu quân sự tối mật nhằm nhận được sự đồng thuận cho việc sắc phong Thế tử của Lý Quân. Trước sức ép từ phái Tây Nhân và kết quả điều tra, Túc Tông đã ban chết cho Hy tần với tội danh phản quốc và mưu hại Trung điện.
Cùng năm, ngày 8 tháng 10 (âm lịch), Hy tần Trương thị bị xử tử bằng độc dược, hưởng dương 43 tuổi, sau khi chết vẫn được giữ nguyên tước hiệu nhàm đảm bảo địa vị của Thế tử Lý Quân.

### Hậu sự
Sau khi ban chết cho Hy tần, Túc Tông đại vương ban chỉ vẫn giữ nguyên tước hiệu Hy tần của bà, vì thế nên tang lễ vẫn được tổ chức theo nghi thức Hậu cung tần ngự hàng Chính nhất phẩm theo pháp chế như bình thường.
Phần mộ của Trương thị không phải là ẩn số, một số người cố tình đưa những thông tin thất thiệt. Phần mộ của Trương Hy tần gọi là Đại Tần mộ (大嬪墓; 대빈묘) ban đầu nó ở Gwangju, Gyeonggi, về sau người ta quy hoạch lại các khu lăng mộ vương thất. Tháng 6, năm 1969, Đại Tần mộ được chuyển về cụm lăng an táng của Túc Tông và 2 vương hậu sau của ông là Nhân Hiển Vương hậu và Nhân Nguyên Vương hậu, không có chuyện Trương Hy tần được an táng ở Minh Lăng.
Sau khi Cảnh Tông đăng cơ, ông đã truy phong cho mẹ cung hiệu là Đại Tần Cung (大嬪宮), còn thụy hiệu đầy đủ là Ngọc Sơn Phủ Đại tần (玉山府大嬪). Tước hiệu trên là quy định dành cho mẹ của các vị quốc vương Triều Tiên chỉ là Hậu cung tần ngự, không theo lệ của Trung Quốc và Việt Nam là có thể được tấn phong Hoàng hậu, dù sinh mẫu của vị Hoàng đế là phi tần đi chăng nữa.

## Bí ẩn lịch sử
Trương Ngọc Trinh là người gây nhiều tranh cãi trong giới Lịch sử Hàn Quốc. Do từ xa xưa những lời thêu dệt về sự độc ác của bà đã lan truyền khắp nơi trong triều đại Triều Tiên, nên ngày nay phần lớn mọi người đều đánh giá bà với thái độ tiêu cực. Tuy nhiên, hiện nay có một số ít các nhà sử học Hàn Quốc nghiên cứu và lập luận rằng vào thời gian đó, Cảnh Tông được xác định bị vô sinh nên Hy tần rất hoang mang. Bà cho xây dựng và thường xuyên lui tới Thần Điện để cầu an và chữa bệnh cho Thế tử.
Cùng thời gian này, Nhân Hiển Vương hậu Mẫn thị bệnh tình ngày càng nghiêm trọng và nhiều Vương tử, Cung tần trong cung bị nhiễm căn bệnh lạ mọc mụn nhọt, hoa mắt... Từ đó đã lan truyền ra những tin tức thất thiệt bất lợi cho bà như "Trương Hy tần cùng pháp sư nhập Thần điện nguyền rủa, trù ếm sát hại các Vương tử và Vương hậu"... đã được thêm vào để kết tội Trương Hy tần. Dưới sức ép của phái Tây Nhân, Túc Tông quyết định từ bỏ Hy tần, ban cho bà cái chết bằng thuốc độc. Vì cái chết oan của mẹ mà Cảnh Tông đại vương về sau trở nên trầm cảm, oán giận vua cha bởi những ngày Hy tần tế thần, Cảnh Tông đều hiện diện ở Thần Điện.
Cảnh Tông đại vương không có bất kỳ nhi tử nào. Đồng thời, việc lập đàn tế lễ hay làm phép trong cung mà chưa được sự chấp thuận của quốc vương dưới mọi hình thức đều bị coi là trọng tội không thể biện hộ. Có thể nói, cái chết của mẹ đẻ do chính cha đẻ ban cho đã gây ảnh hưởng rất lớn tới cuộc đời cũng như sự nghiệp làm vua của Cảnh Tông. Ông trở nên nhu nhược, chống đối mọi người vì cho rằng mọi người hại chết mẹ đẻ mình.
Sau khi mất, Hy tần để lại khá nhiều câu chuyện được thêu dệt, truyền kỳ về tham vọng quyền lực, cũng như những chuyện liên quan đến cái chết của bà, mối quan hệ với Cảnh Tông . Hay lời đồn đại bà âm mưu ám sát Nhân Hiển Vương hậu bằng những hình nhân thế mạng và tế lễ Thần điện. Nhưng, tất cả nguồn tin đó không được ghi lại cụ thể trong chính sử mà chỉ được lấy từ cuốn truyện Nhân Hiển Vương hậu truyện (仁顯王后传) - tác giả là một cung nữ thân cận của Nhân Hiển Vương hậu thời đó viết lại và lưu truyền tới ngày nay.
Từ những năm 1990 tới nay, trong lịch sử điện ảnh và truyền hình Hàn Quốc, cuộc đời của Trương Hy tần trên màn ảnh được xây dựng theo hướng bám sát với những chi tiết trong lịch sử về sự độc ác và cái chết của Trương Hy tần như: Jang Hee Bin KBS 2002, Dong Yi MBC 2010, Queen In Hyun's man, Jang Ok Jung - Live for Love...

## Hậu duệ
- Vương tử:

1. Triều Tiên Cảnh Tông Lý Quân [李昀].

## Tổ phụ
| \| \| \| \| \| \| \| \| \| \| \| \| \| \| \| \| \| \| \| \| 16. Jang Se-pil 장세필 (張世弼) \| \| \| \| \| \| \| \| \| \| \| \| \| \| \| \| \| \| \| \| \| \| \| \| \| \| \| \| \| \| \| \| \| \| \| \| \| \| \| \| \| \| \| \| \| \| \| \| \| \| \| \| \| \| 8. Jang Su (장수 張壽) Nghị Chính phủ Tả nghị chính (의정부좌의정 議政府左議政)]] \| \| \| \| \| \| \| \| \| \| \| \| \| \| \| \| \| \| \| \| \| \| \| \| \| \| \| \| \| \| \| \| \| \| \| \| \| \| \| \| \| \| \| \| \| \| \| \| \| \| \| \| \| \| 4. Jang Eung-in (장응인 張應仁) Nghị Chính phủ Hữu nghị chính (의정부우의정 議政府右議政) \| \| \| \| \| \| \| \| \| \| \| \| \| \| \| \| \| \| \| \| \| \| \| \| \| \| \| \| \| \| \| \| \| \| \| \| \| \| \| \| \| \| \| \| \| \| \| \| \| \| \| \| \| \| 2. Jang Hyeong (장형 張烱) Nghị Chính phủ Lĩnh nghị chính (의정부영의정 議政府領議政) \| \| \| \| \| \| \| \| \| \| \| \| \| \| \| \| \| \| \| \| \| \| \| \| \| \| \| \| \| \| \| \| \| \| \| \| \| \| \| \| \| \| \| \| \| \| \| \| \| \| \| \| \| \| 20. Mr. Park 남포 박씨 (藍浦 朴氏) \| \| \| \| \| \| \| \| \| \| \| \| \| \| \| \| \| \| \| \| \| \| \| \| \| \| \| \| \| \| \| \| \| \| \| \| \| \| \| \| \| \| \| \| \| \| \| \| \| \| \| \| \| \| 10. Park Shim 박심 \| \| \| \| \| \| \| \| \| \| \| \| \| \| \| \| \| \| \| \| \| \| \| \| \| \| \| \| \| \| \| \| \| \| \| \| \| \| \| \| \| \| \| \| \| \| \| \| \| \| \| \| \| \| 5. Phu nhân họ Park (남포 박씨 藍浦 朴氏) Trinh Kính phu nhân (정경부인 貞敬夫人) \| \| \| \| \| \| \| \| \| \| \| \| \| \| \| \| \| \| \| \| \| \| \| \| \| \| \| \| \| \| \| \| \| \| \| \| \| \| \| \| \| \| \| \| \| \| \| \| \| \| \| \| \| \| 1. Jang Ok-jeong (장옥정 張玉貞) Hy tần (희빈 禧嬪) \| \| \| \| \| \| \| \| \| \| \| \| \| \| \| \| \| \| \| \| \| \| \| \| \| \| \| \| \| \| \| \| \| \| \| \| \| \| \| \| \| \| \| \| \| \| \| \| \| \| \| \| \| \| 24. Mr. Yoon 파평 윤씨 (坡平 尹氏) \| \| \| \| \| \| \| \| \| \| \| \| \| \| \| \| \| \| \| \| \| \| \| \| \| \| \| \| \| \| \| \| \| \| \| \| \| \| \| \| \| \| \| \| \| \| \| \| \| \| \| \| \| \| 12.= kang Yoon 파평 윤씨 (坡平 尹氏) \| \| \| \| \| \| \| \| \| \| \| \| \| \| \| \| \| \| \| \| \| \| \| \| \| \| \| \| \| \| \| \| \| \| \| \| \| \| \| \| \| \| \| \| \| \| \| \| \| \| \| \| \| \| 6. Yoon Seong-rip 윤성립 (尹成立) \| \| \| \| \| \| \| \| \| \| \| \| \| \| \| \| \| \| \| \| \| \| \| \| \| \| \| \| \| \| \| \| \| \| \| \| \| \| \| \| \| \| \| \| \| \| \| \| \| \| \| \| \| \| 3. Phu nhân họ Yoon (파평 윤씨 坡平 尹氏) Ba Sơn Phủ Phu nhân (파산부부인 坡山府夫人) Trinh Kính phu nhân (정경부인 貞敬夫人) \| \| \| \| \| \| \| \| \| \| \| \| \| \| \| \| \| \| \| \| \| \| \| \| \| \| \| \| \| \| \| \| \| \| \| \| \| \| \| \| \| \| \| \| \| \| \| \| \| \| \| \| | |  |  |  |  |  |  |  |  |  |  |  |  |  |  |  |
| | |  |  |  |  |  |  |  |  |  |  |  |  |  |  |  |
| | 16. Jang Se-pil 장세필 (張世弼)                                                                                               |  |  |  |  |  |  |  |  |  |  |  |  |  |  |  |
| | |  |  |  |  |  |  |  |  |  |  |  |  |  |  |  |
| | |  |  |  |  |  |  |  |  |  |  |  |  |  |  |  |
| | 8. Jang Su (장수 張壽) Nghị Chính phủ Tả nghị chính (의정부좌의정 議政府左議政)]]                                             |  |  |  |  |  |  |  |  |  |  |  |  |  |  |  |
| | |  |  |  |  |  |  |  |  |  |  |  |  |  |  |  |
| | |  |  |  |  |  |  |  |  |  |  |  |  |  |  |  |
| | 4. Jang Eung-in (장응인 張應仁) Nghị Chính phủ Hữu nghị chính (의정부우의정 議政府右議政)                                     |  |  |  |  |  |  |  |  |  |  |  |  |  |  |  |
| | |  |  |  |  |  |  |  |  |  |  |  |  |  |  |  |
| | |  |  |  |  |  |  |  |  |  |  |  |  |  |  |  |
| | 2. Jang Hyeong (장형 張烱) Nghị Chính phủ Lĩnh nghị chính (의정부영의정 議政府領議政)                                         |  |  |  |  |  |  |  |  |  |  |  |  |  |  |  |
| | |  |  |  |  |  |  |  |  |  |  |  |  |  |  |  |
| | |  |  |  |  |  |  |  |  |  |  |  |  |  |  |  |
| | 20. Mr. Park 남포 박씨 (藍浦 朴氏)                                                                                            |  |  |  |  |  |  |  |  |  |  |  |  |  |  |  |
| | |  |  |  |  |  |  |  |  |  |  |  |  |  |  |  |
| | |  |  |  |  |  |  |  |  |  |  |  |  |  |  |  |
| | 10. Park Shim 박심 |  |  |  |  |  |  |  |  |  |  |  |  |  |  |  |
| | |  |  |  |  |  |  |  |  |  |  |  |  |  |  |  |
| | |  |  |  |  |  |  |  |  |  |  |  |  |  |  |  |
| | 5. Phu nhân họ Park (남포 박씨 藍浦 朴氏) Trinh Kính phu nhân (정경부인 貞敬夫人)                                             |  |  |  |  |  |  |  |  |  |  |  |  |  |  |  |
| | |  |  |  |  |  |  |  |  |  |  |  |  |  |  |  |
| | |  |  |  |  |  |  |  |  |  |  |  |  |  |  |  |
| | 1. Jang Ok-jeong (장옥정 張玉貞) Hy tần (희빈 禧嬪)                                                                           |  |  |  |  |  |  |  |  |  |  |  |  |  |  |  |
| | |  |  |  |  |  |  |  |  |  |  |  |  |  |  |  |
| | |  |  |  |  |  |  |  |  |  |  |  |  |  |  |  |
| | 24. Mr. Yoon 파평 윤씨 (坡平 尹氏)                                                                                            |  |  |  |  |  |  |  |  |  |  |  |  |  |  |  |
| | |  |  |  |  |  |  |  |  |  |  |  |  |  |  |  |
| | |  |  |  |  |  |  |  |  |  |  |  |  |  |  |  |
| | 12.= kang Yoon 파평 윤씨 (坡平 尹氏)                                                                                          |  |  |  |  |  |  |  |  |  |  |  |  |  |  |  |
| | |  |  |  |  |  |  |  |  |  |  |  |  |  |  |  |
| | |  |  |  |  |  |  |  |  |  |  |  |  |  |  |  |
| | 6. Yoon Seong-rip 윤성립 (尹成立)                                                                                             |  |  |  |  |  |  |  |  |  |  |  |  |  |  |  |
| | |  |  |  |  |  |  |  |  |  |  |  |  |  |  |  |
| | |  |  |  |  |  |  |  |  |  |  |  |  |  |  |  |
| | 3. Phu nhân họ Yoon (파평 윤씨 坡平 尹氏) Ba Sơn Phủ Phu nhân (파산부부인 坡山府夫人) Trinh Kính phu nhân (정경부인 貞敬夫人) |  |  |  |  |  |  |  |  |  |  |  |  |  |  |  |
| | |  |  |  |  |  |  |  |  |  |  |  |  |  |  |  |
| | |  |  |  |  |  |  |  |  |  |  |  |  |  |  |  |

## Trong văn hóa đại chúng
- Được diễn bởi Kim Ji-mee trong phim Jang Hui-bi 1961.[6]
- Được diễn bởi Nam Jeong-im trong phim Femme Fatale, Jang Hee-bi 1968.[7]
- Được diễn bởi Yoon Yeo-jeong trong phim Jang Hui-bi MBC 1971.[8]
- Được diễn bởi Lee Mi-sook trong phim Women of History: Jang Hui-bi MBC 1981.[8]
- Được diễn bởi Jeon In-hwa trong phim 500 Years of Joseon: Queen Inhyeon MBC 1988.[8]
- Được diễn bởi Jung Sun-kyung trong phim Jang Hui-bi SBS 1995.[8]
- Được diễn bởi Kim Hye-soo trong phim Jang Hui-bi KBS 2002.[8][9]
- Được diễn bởi Lee So-Yeon trong phim Dong Yi MBC 2010.[10]
- Được diễn bởi Kim Tae-hee trong phim Jang Ok-jung, Live for Love SBS 2013.[11]